# Lysandra bramafama
Lysandra bramafama är en fjärilsart som beskrevs av Leonardo De Prunner 1798. Lysandra bramafama ingår i släktet Lysandra och familjen juvelvingar. Inga underarter finns listade i Catalogue of Life.